# Presnas
Presnas (en eonaviego, Presnes) es una aldea perteneciente a la parroquia de Celón, en el concejo de Allande, comarca del Narcea, Principado de Asturias, España.